# أنيسيت سامبو
أنيسيت سامبو (بالفرنسية: Anicet Sambo)‏ هو ملاكم مدغشقري، مثّل بلاده في الألعاب الأولمبية الصيفية 1980.

## روابط خارجية
أنيسيت سامبو على موقع أوليمبيديا (الإنجليزية)